# زمین‌لرزه ۱۹۸۶ ترکیه
زمین‌لرزه ترکیه  در تاریخ ۵ مه ۱۹۸۶ میلادی، برابر با ‎۱۵ اردیبهشت ۱۳۶۵، ساعت ۳:۳۵:۳۸ به زمان یوتی‌سی در ترکیه رخ داد. ژرفای این زلزله ۴٫۷ کیلومتر بود، و بزرگی آن ۶ در مقیاس Mw اعلام شده‌است. زمین‌لرزه به وقت محلی در روز دوشنبه، ساعت ۵ روی داده و منطقه زمانی آن یوتی‌سی +۲ بوده‌است (با لحاظ تغییر ساعت تابستانی).
سازمان زمین‌شناسی آمریکا نیز رومرکز این زمین‌لرزه را در مختصات ۳۷°۵۹′۳۵″شمالی ۳۷°۴۸′۲۲″شرقی / ۳۷٫۹۹۳°شمالی ۳۷٫۸۰۶°شرقی و ژرفای آنرا در ۹ کیلومتر گزارش کرده‌است. بزرگی برگزیدهٔ این سازمان از میان بزرگیهای محاسبه‌شدهٔ مختلف ۵٫۹ در مقیاس Mb بوده و از دید اثر، در میان چهار دسته‌بندی «نامحسوس»، «محسوس»، «زیان‌آور» یا «با تلفات»، زلزله را «با تلفات» اعلام کرده‌است.در زمین‌لرزه نزدیک به ۴۰۰۰ ساختمان بعلاوه همه خانه‌ها در Kapidere آسیب دیده و صدمه کمی به خانه‌ها در پیرامون Adiyaman و Elbistan رسیده‌است.
پروژهٔ «تنسور گشتاور مرکزوار» زاویه‌های (راستا، شیب، ریک) گسل سازندهٔ زمین‌لرزه و صفحه عمود بر آنرا (°۲۶۰، °۵۴، °۹) یا (°۱۶۴، °۸۲، °۱۴۴) و نوع گسل را «امتدادلغز» فرارسانده‌است.
شمار کشتگان زلزله حدود ۱۵ نفر بوده‌است.تعداد زخمیان ۱۰۰ نفر برآورده شده‌است.